# Hendrick de Vries
Hendrik de Vries, também Hendrick, (Amsterdam, 25 de agosto de 1867 — Binyamina, Israel, 3 de março de 1954) foi um matemático neerlandês.
De Vries era filho de um professor ginasial e cresceu em Rotterdam. Quando tinha dezessete anos sua família foi para Frauenfeld, Suíça, onde fez o Abitur. A partir de 1886 estudou no Instituto Federal de Tecnologia de Zurique, onde graduou-se em 1890. Depois foi durante quatro anos assistente de Wilhelm Fiedler em Zurique, onde trabalhou com geometria descritiva e projetiva. Em 1894 retornou aos Países Baixos como professor ginasial em Amsterdam. Em 1901 obteve um doutorado na Universidade de Amsterdam, orientado por Diederik Korteweg. Em 1902 lecionou matemática na Universidade Técnica de Delft. Em 1906 foi Professor da Universidade de Amsterdam. Aposentou-se em 1937.

## Obras
- De vierde dimensie, eene inleiding tot de vergelijkende studie der verschillende meetkunden. Noordhoff, Groningen 1915, tradução em alemão: Die vierte Dimension, Teubner, Leipzig, 1926.
- Beknopte differentiaal- en integraalrekening. Noordhoff, Groningen, 1929.
- Historische Studien. 3 Volumes, 1926.